# 루벤 가르시아 산토스
루벤 가르시아 산토스 (Rubén García Santos, 1993년 7월 14일 ~, 스페인 발렌시아 출생)는 스페인의 축구 선수로, 현재 세군다 디비시온의 오사수나 소속의 윙어이다.

## 선수 경력
발렌시아 지방에서 태어나 레반테 UD의 유스 시스템을 거쳐, 2011년 1월에 5년기간의 프로계약을 체결하였다. 그 후 2012년 9월, 프리메라리가 1군 무대에 처음으로 데뷔하였다.